# サムスン重工業
サムスン重工業（サムスンじゅうこうぎょう、三星重工業、Samsung Heavy Industries）は、サムスングループに属する韓国の総合重工業企業。主に、海洋構造物、プラント設備生産、船舶建造、システム開発などでビジネス展開をしている。HD現代重工業、斗山重工業などと共に、韓国を代表する重工業会社である。
日本でも造船事業は有名で、サムスン重工業はHD現代重工業に次いで世界シェア2位である。HD現代重工業、ハンファオーシャン、STX造船海洋と共に韓国の四大造船会社に数えられる。

## 海洋構造物
サムスン重工業は多種多様な海洋構造物を生産している。サムスン重工業の海洋構造物の売上高は造船事業を超えている。2007年にはサムスン重工業が世界最大の海洋プラットフォームを海上に建造した。名前は「Lun-skoye-A」で27000トンである。また2008年には2007年の記録を塗り替える「PILTUN-B」と言う世界最大の海洋プラットフォームを建造した。
建造費用は約5億ドルで重量は33000トン、慶尚南道巨済にある造船所内で誕生した。「PILTUN-B」のスペックは 横100メートル・縦105メートル・高さ120メートル、サッカー場の約2倍の広さで、40階ビルの高さになり、普通乗用車2万5000台分に相当する。この「PILTUN-B」はサハリン島の東16キロの海上に設置される。一日約260万立方メートルの天然ガスと、約7万バレルの原油を約30年間生産する。 この海洋プラットフォームは震度7に耐えられる耐震設計と、氷点下マイナス40度に耐えられる特殊資材が導入されている。

## 造船

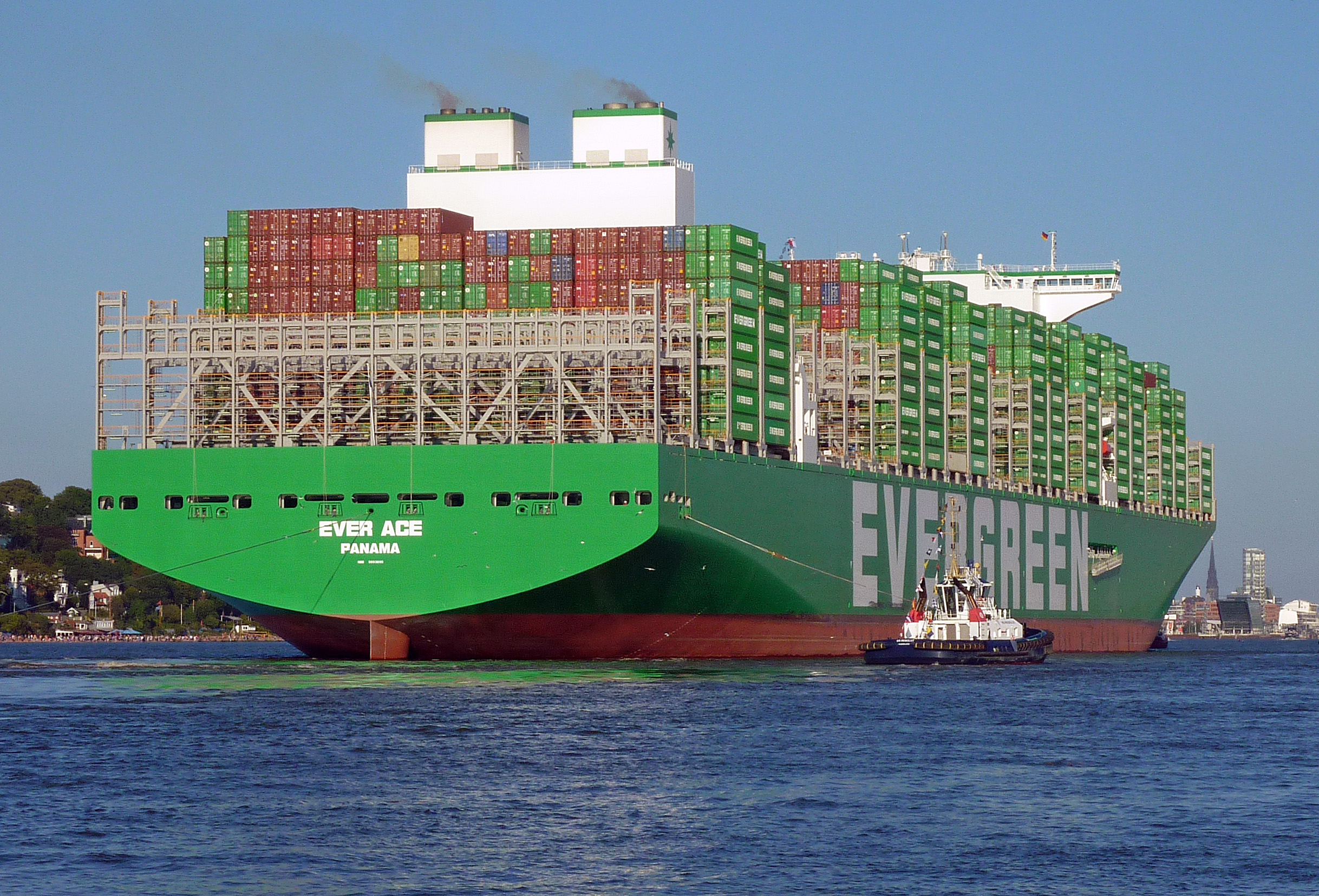
コンテナ船 Ever Ace (長栄海運)

サムスン重工業は、特殊船舶、超大型船舶、ドリルシップ船、LNG船、FPSO（浮体式生産貯蔵積出設備）、複合機能船舶、コンテナ船、砕氷タンカー、など多種多様な船舶を建造している。特にサムスン重工業は高付加価値の船舶受注の割合が高く80%になる。またサムスン重工業のロボットを活用した船舶建造は生産の自動化率が70%である。
2007年には世界初のLNG-FPSOを開発した。これは海上で天然ガスを採掘してLNGに精製して貯蔵できる浮体式設備となる。天然ガスに関連する作業の全てを浮体式設備上で行うことができ、莫大な費用がかかる陸上液化・保存設備が必要ないという長所を持つ。この設備は通常のLNG船舶の4倍以上の価格になり、一隻の価格は1兆ウォンする。2008年は150億ドル以上の受注を達成している。
2007年には超大型船舶建造の新技術「テラブロック工法」と言う工法を開発した。また同じく2007年には、世界初の極地用ドルシップ船舶を建造し受注先に納めた。この船舶は、排水量9万7000t規模で、長さ228m、幅42m、高さ19mである。この船舶は、特殊ドリルによりエベレストの8848メートルの高さよりもさらに深い海底11キロメートルまで試錐できる。また最先端の位置制御する技術を用いて16メートルの荒波や41メートルの強風にも耐えて作業をすることができる。ドリルシップ船舶は1隻当たりの値段が6億ドル程度である。サムスン重工業のドリルシップの世界シェアは一位である。
2017年3月27日には、日本の商船三井が発注した、世界初の20,000TEU級（20,170TEU）コンテナ船であるMOL Triumphが竣工。
2020年6月、カタール国営石油会社との間で、LNG運搬船100隻に対するスロット契約（本契約前のドック予約）を現代重工業、大宇造船海洋とともに締結。しかし、新型コロナウイルス感染拡大に伴う景気減速の影響で本契約は先送りされた。
また、同じ2020年にはロシアのズヴェズダ造船所との間で船舶用鉄構造物（船舶の前段階の構造物）と資機材供給契約を結んだが、2022年ロシアのウクライナ侵攻に伴う経済制裁により輸出は頓挫。ズヴェズダ造船所は、契約不履行を主張して8億ドル手付金の返還と遅延利子支給を要求するなどトラブルに発展した。
2021年、1995年に設立した中国寧波市の造船所を閉鎖することを決定。同年9月には造船所閉鎖を知った従業員数千人が抗議活動を行い、補償などを要求した。

## 韓国内の同業企業
- HD現代重工業
- 現代三湖重工業
- 現代尾浦造船
- ハンファオーシャン
- STX造船海洋
- HJ重工業
- 斗山重工業
- 斗山

## 関連企業
- サムスン電子
- サムスン電機
- サムスンSDI
- サムスンモバイルディスプレイ
- サムスンコーニング精密素材
- サムスンLED
- ハンファテックウィン
- サムスン物産
- サムスンエンジニアリング